# Rumi Utsugi
Rumi Utsugi (宇津木 瑠美 Utsugi Rumi?), född 5 december 1988, är en japansk fotbollsspelare som spelar för Seattle Reign FC.
Rumi Utsugi spelade 103 landskamper för det japanska landslaget. Hon deltog bland annat i fotbolls-VM 2007, fotbolls-VM 2011, fotbolls-VM 2015 och OS 2008.